# Lepadella minuscula
Lepadella minuscula är en hjuldjursart som beskrevs av Bartoš 1955. Lepadella minuscula ingår i släktet Lepadella och familjen Lepadellidae. Inga underarter finns listade i Catalogue of Life.